# Schloß Prugg
Schloß Prugg är ett slott i Österrike.   Det ligger i distriktet Bruck an der Leitha och förbundslandet Niederösterreich, i den östra delen av landet, 40 km sydost om huvudstaden Wien. Schloß Prugg ligger 152 meter över havet.
Terrängen runt Schloß Prugg är huvudsakligen platt, men åt sydväst är den kuperad. Närmaste större samhälle är Bruck an der Leitha, 2,2 km sydväst om Schloß Prugg. 
Trakten runt Schloß Prugg består till största delen av jordbruksmark. Runt Schloß Prugg är det ganska tätbefolkat, med 58 invånare per kvadratkilometer.